# Morti nel 1618
| Questa pagina contiene informazioni ricavate automaticamente dalle voci biografiche con l'ausilio del template Bio e di un bot. L'aggiornamento è periodico e automatico e ricostruisce completamente la pagina. Se manca una persona in questa lista, sei pregato di non aggiungerla, ma accertati piuttosto che la sua voce biografica contenga il template Bio e che i dati anagrafici siano correttamente compilati. Se il template Bio manca, inseriscilo tu stesso o, in alternativa, metti l'avviso {{tmp\|Bio}} che ne segnala la mancanza. Se i dati riportati sono sbagliati, correggi direttamente la voce biografica; le modifiche saranno visibili in questa lista entro pochi giorni. Per chiarimenti vedi il progetto biografie. La lista contiene solo le 82 persone che sono citate nell'enciclopedia e per le quali è stato implementato correttamente il template Bio. Pagina aggiornata al 21 dic 2024. |

## Gennaio(7)
- 3 gennaio - Michelle Nicod, tipografa svizzera
- 6 gennaio - Margherita Gonzaga, nobile italiana (n. 1564)
- 7 gennaio - Sallustio Petrocini, giurista e diplomatico italiano
- 12 gennaio - Eleonora di Württemberg, nobile tedesca (n. 1552)
- 17 gennaio - Luca Valerio, matematico italiano (n. 1553)
- 20 gennaio - Petrus Gonsalvus, nobile spagnolo (n. 1537)
- 26 gennaio - Orlando Carlo de' Rossi, militare italiano (n. 1575)

## Febbraio(7)
- 3 febbraio - Filippo II di Pomerania, nobile tedesco (n. 1573)
- 5 febbraio - Giovanni Battista Laderchi, avvocato italiano (n. 1538)
- 8 febbraio - Zenobia Gonzaga, nobildonna italiana (n. 1588)
- 14 febbraio - Paolo Emilio Sfondrati, cardinale e vescovo cattolico italiano (n. 1560)
- 20 febbraio - Filippo Guglielmo d'Orange, principe (n. 1554)
- 21 febbraio - Vittorio Baldini, tipografo italiano
- 25 febbraio - Elizabeth Spencer, baronessa Hunsdon, nobildonna e poetessa inglese (n. 1552)

## Marzo(6)
- 5 marzo - Giovanni Vasa, principe svedese (n. 1589)
- 16 marzo - Giovanni Bembo, doge (n. 1543)
- 18 marzo - Caterina di Lorena, nobildonna francese (n. 1585)
- 23 marzo - James Hamilton, I conte di Abercorn, nobile scozzese (n. 1575)
- 26 marzo - Coriolano Garzadori, vescovo cattolico e diplomatico italiano (n. 1543)
- 29 marzo - Bonaventura Secusio, patriarca cattolico italiano (n. 1558)

## Aprile(3)
- 8 aprile - Antonio Carracci, pittore italiano
- 18 aprile - Maria dell'Incarnazione Avrillot, religiosa francese (n. 1566)
- 24 aprile - Antonietta d'Orléans-Longueville, religiosa francese (n. 1572)

## Maggio(6)
- 9 maggio - Nicolò Donà, doge (n. 1540)
- 15 maggio - Andrea Vicentino, pittore italiano
- 19 maggio - Filippo Massini, letterato e poeta italiano (n. 1559)
- 21 maggio - Giovanni Bernardino Nanino, compositore italiano
- 24 maggio - Giovanni Giorgio I di Anhalt-Dessau, principe (n. 1567)
- 31 maggio - Paolo Lembo, gesuita, astronomo e matematico italiano (n. 1570)

## Giugno(3)
- 7 giugno - Thomas West, III barone De La Warr, nobile inglese (n. 1577)
- 14 giugno - Margherita Gonzaga, duchessa italiana (n. 1562)
- 27 giugno - Vittoria Doria, nobildonna italiana (n. 1569)

## Luglio(2)
- 9 luglio - Diego de Pantoja, gesuita e missionario spagnolo (n. 1571)
- 26 luglio - Martinus Smiglecius, filosofo polacco (n. 1564)

## Agosto(5)
- 7 agosto - Maria Elisabetta Vasa, principessa svedese (n. 1596)
- 22 agosto - Erminio Valenti, cardinale e vescovo cattolico italiano (n. 1564)
- 23 agosto - Gerbrand Adriaensz Bredero, poeta e drammaturgo olandese (n. 1585)
- 24 agosto - Hŏ Kyun, scrittore, letterato e politico coreano (n. 1569)
- 27 agosto - Alberto Federico di Prussia, nobile prussiano (n. 1553)

## Settembre(5)
- 4 settembre - Nicolò Rusca, presbitero svizzero (n. 1563)
- 5 settembre - Jacques du Perron, cardinale, arcivescovo cattolico e poeta francese (n. 1556)
- 13 settembre - Leonardo Orlandini, storico, poeta e religioso italiano (n. 1552)
- 22 settembre - Anne Spencer, baronessa Monteagle, nobildonna inglese (n. 1555)
- 28 settembre - Joshua Sylvester, poeta britannico (n. 1563)

## Ottobre(7)
- 3 ottobre - Paolo Tolosa, arcivescovo cattolico italiano (n. 1558)
- 7 ottobre - Alonso de Idiáquez de Butrón y Múgica, militare e nobile spagnolo (n. 1565)
- 18 ottobre - Ambrosius Francken I, pittore e disegnatore fiammingo (n. 1544)
- 20 ottobre - Orsola Benincasa, religiosa e mistica italiana (n. 1547)
- 29 ottobre - Walter Raleigh, navigatore, corsaro e poeta inglese
- 30 ottobre - Carlo d'Austria, nobile e militare austriaco (n. 1560)
- 31 ottobre - Richard Martin, politico inglese (n. 1570)

## Novembre(3)
- 2 novembre - Massimiliano III d'Austria, nobile austriaco (n. 1558)
- 5 novembre - Antonio Martelli, condottiero italiano (n. 1534)
- 16 novembre - Ottavio Belmosto, cardinale e vescovo cattolico italiano (n. 1559)

## Dicembre(6)
- 6 dicembre - Fabio Biondi, patriarca cattolico italiano (n. 1533)
- 7 dicembre - Bernardo de Sandoval y Rojas, cardinale e arcivescovo cattolico spagnolo (n. 1546)
- 10 dicembre - Giulio Caccini, compositore e cantore italiano (n. 1551)
- 11 dicembre - Giannangelo Gaudenzio Madruzzo, militare italiano (n. 1562)
- 14 dicembre - Anna d'Asburgo, imperatrice (n. 1585)
- 31 dicembre - Prospero Farinacci, giurista, avvocato e magistrato italiano (n. 1544)

## Senza giorno specificato(22)
- Capo Powhatan,  nativo americano
- Robert Abbot, teologo e vescovo anglicano inglese
- Giovanni Stefano Aiazza, vescovo cattolico italiano
- Daniel Bacheler, liutista e compositore inglese (n. 1572)
- Claude Billard, poeta e drammaturgo francese (n. 1550)
- Pignaloso Cafaro, ingegnere e architetto italiano
- Rudolf Coraduz von und zu Nußdorf, politico austriaco
- Joan Antonio Cumis, gesuita italiano (n. 1537)
- Giovanni Guerra, pittore e disegnatore italiano (n. 1544)
- Dirk Hendricksz, pittore olandese (n. 1544)
- Paolo Camillo Landriani, pittore italiano (n. 1562)
- Pietro Malombra, pittore italiano (n. 1556)
- Fillide Melandroni, modella italiana (n. 1581)
- Andrea Morosini, storico italiano (n. 1558)
- Christopher Newport, navigatore britannico (n. 1561)
- Donal Cam O'Sullivan Beare, nobile e militare irlandese (n. 1561)
- Ferdinando Richardson, compositore inglese
- Ferrante de' Rossi, militare italiano
- Francesco Sizzi, astronomo italiano
- Unkoku Togan, pittore giapponese (n. 1547)
- Maffeo Verona, pittore italiano
- Guglielmo di Fürstenberg-Heiligenberg, nobile tedesco (n. 1586)